# Герб Австрії
Герб Австрії — офіційний символ Австрійської Республіки. Чорний орел із золотим озброєнням і червоним язиком (німецький орел), на грудях якого щиток із австрійською балкою, на голові — золота міська корона, на лапах — розірваний залізний ланцюг; правою лапою він тримає золотий серп, лівою — золотий молот. Австрійська балка — стародавній символ Австрійського герцогства ХІІ ст. Орел-щитотримач — уособлення Священної Римської імперії, Австрійської імперії, Австро-Угорщини, центром якої в модерний період була Австрія. Розірваний ланцюг є маніфістацією незалежності від Нацистської Німеччини. Корона символізує міщан, серп і молот — селян і робітників країни. Затверджений федеральним законом 1984 року. Базується на старому гербі Австрійської республіки від 1919 року, який, у свою чергу, походить від малого герба Австрійської імперії 1915 року.

## Опис
Герб Австрії описаний у статті 8a Федерального Конституційного Закону таким чином:
Герб Австрійської Республіки (Федеральний герб) складається з одноголового чорного орла з розпростертими крилами, золотим озброєнням та червоним язиком, на грудях якого накладено червоний щит, через який простягається срібна балка. На голові орла — міська корона з трьома видимими зубцями. Обидві лапи заковані розірваним залізним ланцюгом. У правій лапі — золотий серп, обернений лезом всередину, а у лівій — золотий молот.

## Історія

### Священна Римська імперія
Вперше був прийнятий в XV столітті. Перше зображення одноголового орла на щиті, що збереглося до наших днів, міститься на срібній монеті Фрідріха Барбаросси.
З XV століття до 1806 року двоголовий орел — стародавній імперський символ, супутник героїв, свідок великих історичних подій — був гербом, спільним для багатьох центрально-європейських держав Священної Римської імперії, керованої династією Габсбургів.

### XVIII—XIX ст.
Герб Священної Римської імперії в часи правління Леопольда ІІ (1790—1792) і його сина, імператора Франца ІІ (1792— 1806).
| Середній герб | Середній герб | Середній герб |
| ------------- | ------------- | --- |
|               |               | Щит розтятий і перетятий. У першому полі — герб Угорщини (розтятий червоний щит; у першому полі чотири срібні балки; у другому — зелена тригора із золотою короною, із якої виступає срібний шестиконечний хрест), у другому — Богемії (у червоному полі коронований богемський лев), у третьому — Бургундії (у синьому полі три золоті перев'язи і червона облямівка), у четвертому — Барського герцогства (у синьому полі, усіяному хрестами на гострій ніжці, два коропи, обернені спинами). По центру — щиток із гербом Лотаринзьких Габсбургів, що поєднує герби Лотарингії (у золотому полі червоний перев'яз із трьома срібними орлами без озброєння), Австрії (у червоному полі срібна балка) і Тоскани (у золотому полі п'ять червоних кіл клином донизу; в голові — синє коло із трьома золотими ліліями). |
| Великий герб  |               | |
|               |               | I (Угорщина) - I1 — Угорське королівство - I2 — Далмацьке королівство - I3 — Хорватське королівство - I4 — Славонське королівство - I5 — Угорське королівство II (Русь-Україна) - II1 — Королівство Галичини і Лодомерії - II2 — Королівство Галичини і Лодомерії III (Богемія) - III1 — Моравське маркграфство) - III2 — Сілезьке герцогство - III3 — Верхня Лужиця (герцогство) - III4 — Нижня Лужиця (герцогство) - III5 — Богемське королівство IV — Трансильванія V — Вюртемберзьке герцогство VI (Австрійські Нідерланди) - VI1 — Брабантське герцогство - VI2 — Лімбурзьке герцогство - VI3 — Люксембурзьке герцогство - VI4 — Фландрське графство - VI5 — Антверпен (маркграфство) - VI6 — Намюрське графство - VI7 — Бургундське герцогство VII (Північна Італія) - VII1 — Міланське герцогство - VII2 — Мантуанське герцогство VIII - VIII1 — Анжу-Сицилійський дім - VIII2 — Барське герцогство - VIII3 — Гелдернське герцогство - VIII4 — Юліх (герцогство) - VIII5 — Тешинське герцогство - VIII6 — Фалькенштайн (графство) - VIII7 — Єрусалимське королівство ІХ — Пармське герцогство X (Австрія) - X1 — Штирійське герцогство - X2 — Каринтійське герцогство - X3 — Крайнське герцогство - X4 — Швабське герцогство - X5 — Габсбурзьке графство - X6 — Тірольське графство - X7 — Графство Гориці і Градишки - X8 — Бургау (маркграфство) - X9 — Градишка (графство) XI (Габсбурги-Лотаринзькі) - XI1 — Лотаринзьке герцогство - XI2 — Австрійське ерцгерцогство - XI3 — Велике герцогство Тосканське |

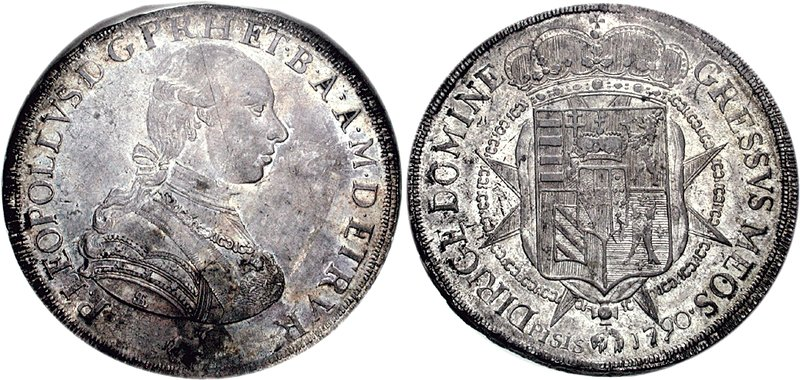
Середній
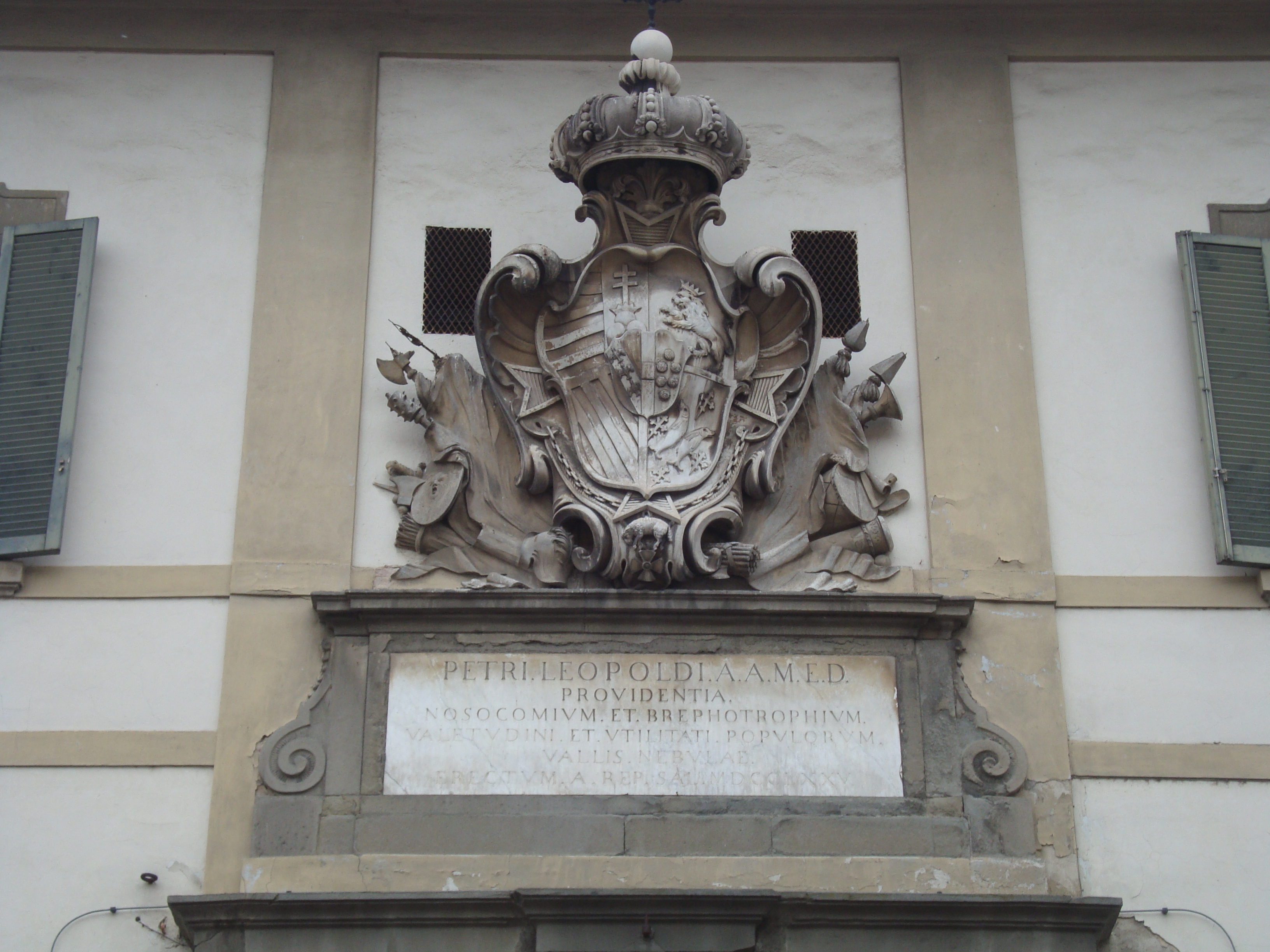
Середній
Середній
Великий
Великий
Великий
Декорований

### Герб Австрійської та Австро-Угорської імперій

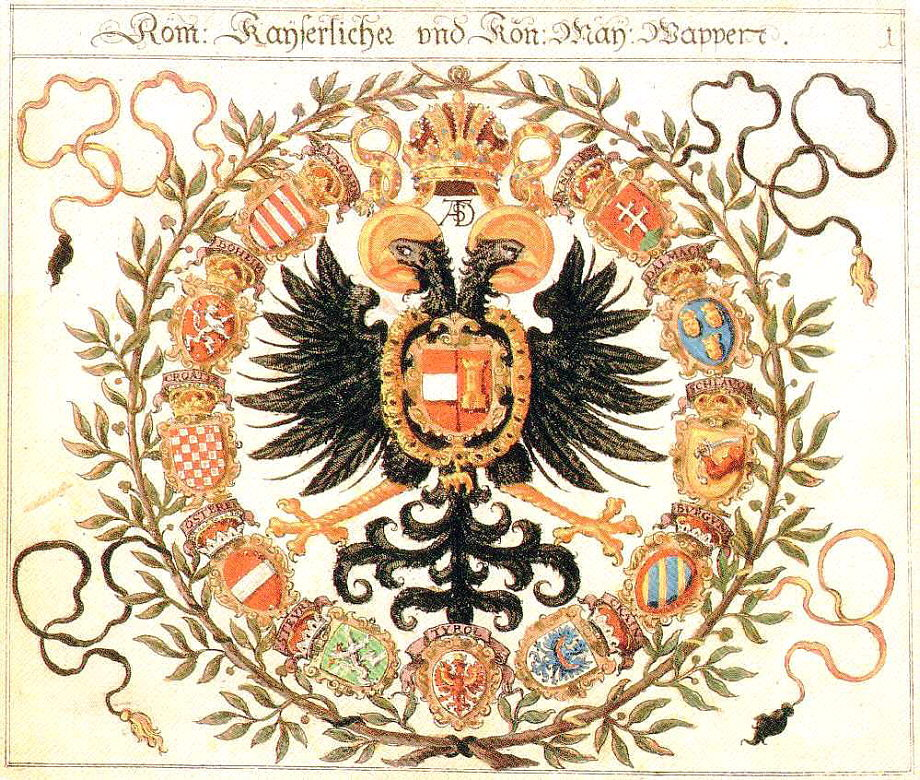
Герб Священної Римської імперії при династії Габсбургів, 1605 рік
Герб Франца Йосифа I
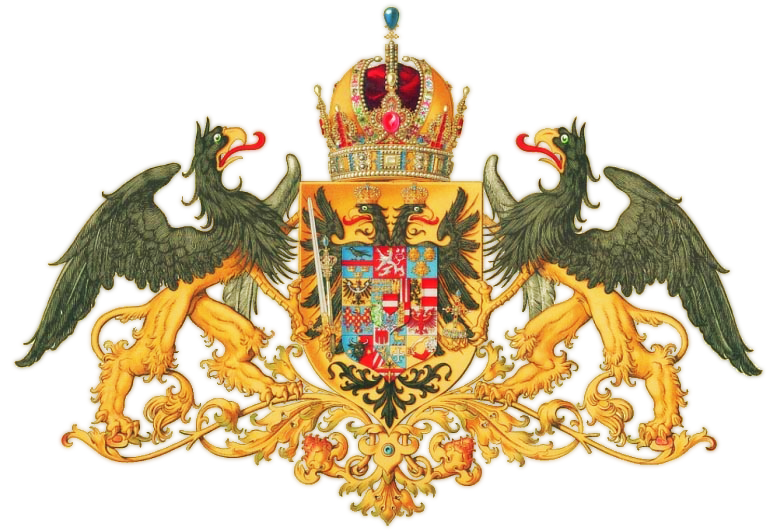
Середній герб Австрії 1915–1918
Малий герб Австрійської імперії (1815 рік)
Герб Цислейтанії (1915 рік)

### Австрійська республіка
Створення нового герба відбулося в 1918 році з падінням Австро-Угорської імперії.

Проєкт 1918
1919-1934
1934-1938